# Hrobka Haugviců
Hrobka Haugviců je místo posledního odpočinku hraběcího rodu Haugviců v městě Náměšť nad Oslavou. Haugvicové pobývali na zdejším zámku v letech 1752–1945. V současné době je tato hrobka součástí kulturní promenády města, neboť se jedná o kulturní památku. Vstup do vnitřních prostor hrobky je možný po domluvě s místním Informačním centrem a za doprovodu jedním z členů centra.

## Historie
Bedřich Vilém z Haugvic (1702–1765) získal v roce 1752 panství v Náměšti. Haugvicové se rozhodli na zdejším panství usadit. Pod jejich vedením okolí Náměště vzkvétalo, především co se týče kulturní stránky. Problémem pro ně byly pohřby zesnulých členů rodu. Z počátku pochovávali svoje zesnulé do hrobky, která se nacházela pod děkanským kostelem svatého Jana Křtitele. V letech 1761–1763 nechal Bedřich Vilém z Haugvic s povolením císařovny Marie Terezie postavit v blízkosti zámku (v Zámecké ulici) kapucínský klášter s rodinnou hrobkou pod ním. Po jeho dokončení v roce 1768 byly ostatky zesnulých Haugviců přeneseny na toto místo. Ovšem v roce 1784 byl tento klášter císařem Josefem II. zrušen a ostatky byly přestěhovány do nedalekého kostela sv. Petra a Pavla v Jinošově. Z klášterní budovy se v roce 1795 stala továrna na sukna. V roce 1805 byl náměšťský hřbitov přemístěn z původního místa u kostela sv. Jana Křtitele do současné lokality na ulici Vítězslava Nezvala. V těsné blízkosti hřbitova si nechali Haugvicové vybudovat vlastní rodinnou hrobku, kam byly umístěny veškeré ostatky zesnulých.

## O hrobce
Čtvercová stavba o velikosti 15,17 m x 15,17 m s pravoúhlou předsíní byla vystavěna v letech 1822–1825 podle návrhu vídeňského architekta Josefa Kornhäusela, jenž patřil ve své době mezi nejvýznamnější představitele klasicismu. Hrobka je postavena v empírovém stylu, který je silně inspirovaný řeckou, ale i římskou antikou. Tento styl je typický pro většinu staveb na našem území v období první poloviny 19. století. Vliv antiky je značný a velmi dobře viditelný. Fasáda je členěna pásovými římsami a rustikou, nikami, lunetovými okny a střízlivě zdobena sepulkrálními motivy. Sochy v interiéru hrobky, které byly vyrobeny z mramoru, jsou dílem dalšího významného umělce z Vídně, sochaře Josefa Kliebera. Také se zde projevuje zřetelný vliv antiky, který je patrný na řasení oděvu dvou sousoší piet, umístěných ve dvou protilehlých okenních vitrážích, a dále na klasickém tvaru jejich rukou i paží. Antický odkaz podtrhují i olivové věnce na hlavách soch. Tyto dvě alegorie mají představovat Smutek a Loučení.
Hrobku nechal vystavět Jindřich Vilém Haugvic. Po jejím dokončení do ní byly přeneseny ostatky příslušníků rodu, které byly dočasně pohřbené v jinošovském kostele.
V posledních dvou desetiletích 20. století se město rozhodlo hrobku opravit. Opravy se měly týkat především střechy objektu, která byla za finančního přispění pana Karla Antonína hraběte Haugwitze opravena v roce 1994. Ten také uspořádal slavnost, kam pozval všechny příslušníky rodu Haugwitzů. Podařilo se mu shromáždit příslušníky rodu zejména z Rakouska, Německa a Kanady. V předvečer slavnosti dne 4. června 1995 ho náhle zasáhl infarkt, kterému podlehl. V témže roce byl pochován v rodinné hrobce po boku svých předků. V roce 2024 bude rekonstruován venkovní kamenný mobiliář hrobky.